# ステイタス・クォー
ステイタス・クォー（Status Quo）は、イングランド=イギリス出身のロック・バンドである。
ブギー・ロック、ハード・ブギーの代表的なグループとして知られる。本国では重鎮的存在として国民的支持を得ており、その活動は50年以上に及ぶ。

## 経歴

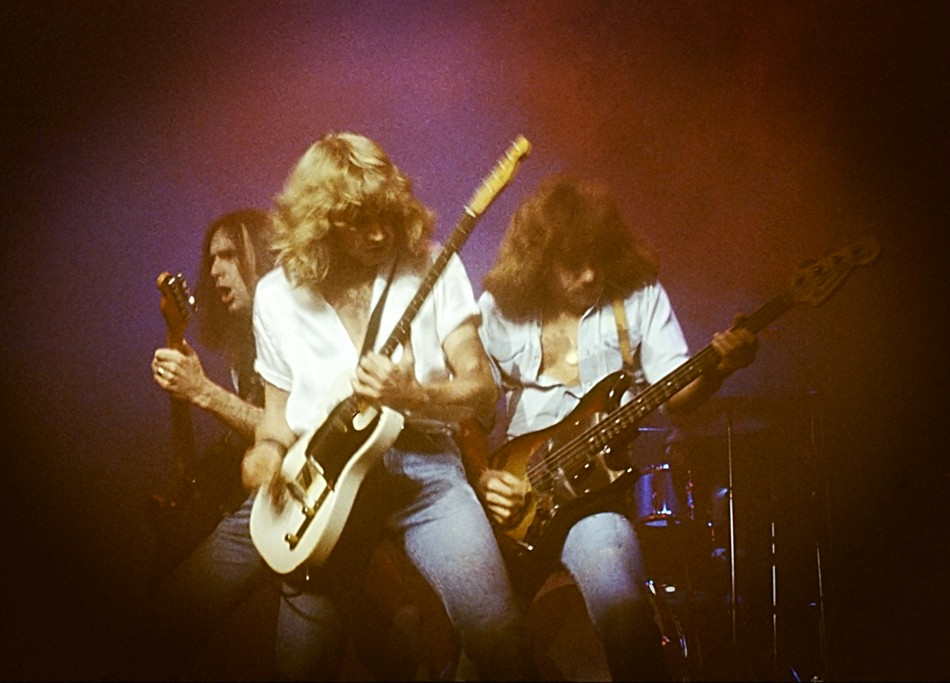
英ロンドン公演 (1978年)

1962年にフランシス・ロッシを中心に結成。ザ・スコーピオンズを名乗った後、ザ・スペクターズとして1966年にデビュー。1967年にバンド名をステイタス・クォー（「現状維持」の意味）と改名。この時期のメンバーはロッシ、パーフィット、ランカスター、コーラン、ラインズという陣容だった。初期はサイケデリック・ロック色の強い楽曲が主だったが、3枚目のアルバム『ケリーの油塗りスプーン』からシンプルでハードなブギー・ロックを前面に出してイメージチェンジを図る。
このアルバムの後、ラインズが脱退。4枚目の『Dog of Two Head』リリース後にレコード会社もパイ・レコードからヴァーティゴ・レコードに移籍。ハード・ブギ路線を推進するごとにファンを増やし、5枚目のアルバム『パイルドライヴァー』が英国チャートにランクイン。次作『ハロー!!』で1位を獲得。人気を確固たるものとする。
1981年、『Never Too Late』リリース後のツアーを最後にコーランが脱退、後任に元ハニーバス、シャンハイのピート・カーチャーを迎え活動を継続するが、1984年の『バック・トゥ・バック』を一端の区切りとし活動を停止する。
しかし翌1985年、ライヴエイドのオープニングアクトとして復活、翌年にはクライマックス・ブルース・バンドのツアーメンバーだったジョン・エドワーズとジェフ・リッチを新リズムセクションに迎え活動を再開している。
毎年のように出されるアルバムは、英国で常に上位ランクインを果たし、世界進出も試みた。日本では星加るみ子、東郷かおる子が担当していたラジオ番組でステイタス・クォーがオンエアされた事で人気が出始め、1975年、1976年と2年続けて来日している。
イギリス、及び英語圏国、ヨーロッパ各国では、ハード・ブギー・ファンを中心に根強い人気を誇ったものの、アメリカでは1967年に「Pictures of Matchstick Men」が全米シングルチャートで12位を記録した以外ヒットが無く、知名度が全くない状況が現在まで続いている。(対照的に同郷のバンド、フォガットがアメリカで人気を得た)
その後も、1980年代中盤に活動を一時停止したり、リズム隊の数度のメンバーチェンジがあったほかは、安定した活動を続けている。活動再開後の1986年には、今までのイメージを覆すドイツのニュー・ウェイヴ・バンドのカヴァー『In the Army Now』でシングル・ヒットを出すなど、底力を見せた。
すでにロッシらは還暦を過ぎたが、ハードブギーをサウンドの中心にすえるというバンドの方針は全く変わっておらず、近年のアルバムも英国チャートにランクインしている。「イギリスの国民的バンド」と形容される場合もある。1997年には21年ぶり3度目の来日をはたしている。
2013年、アラン・ランカスター、ジョン・コーランを含むオリジナル・メンバーが約30年ぶりに集結し、翌年までリユニオンとして活動。

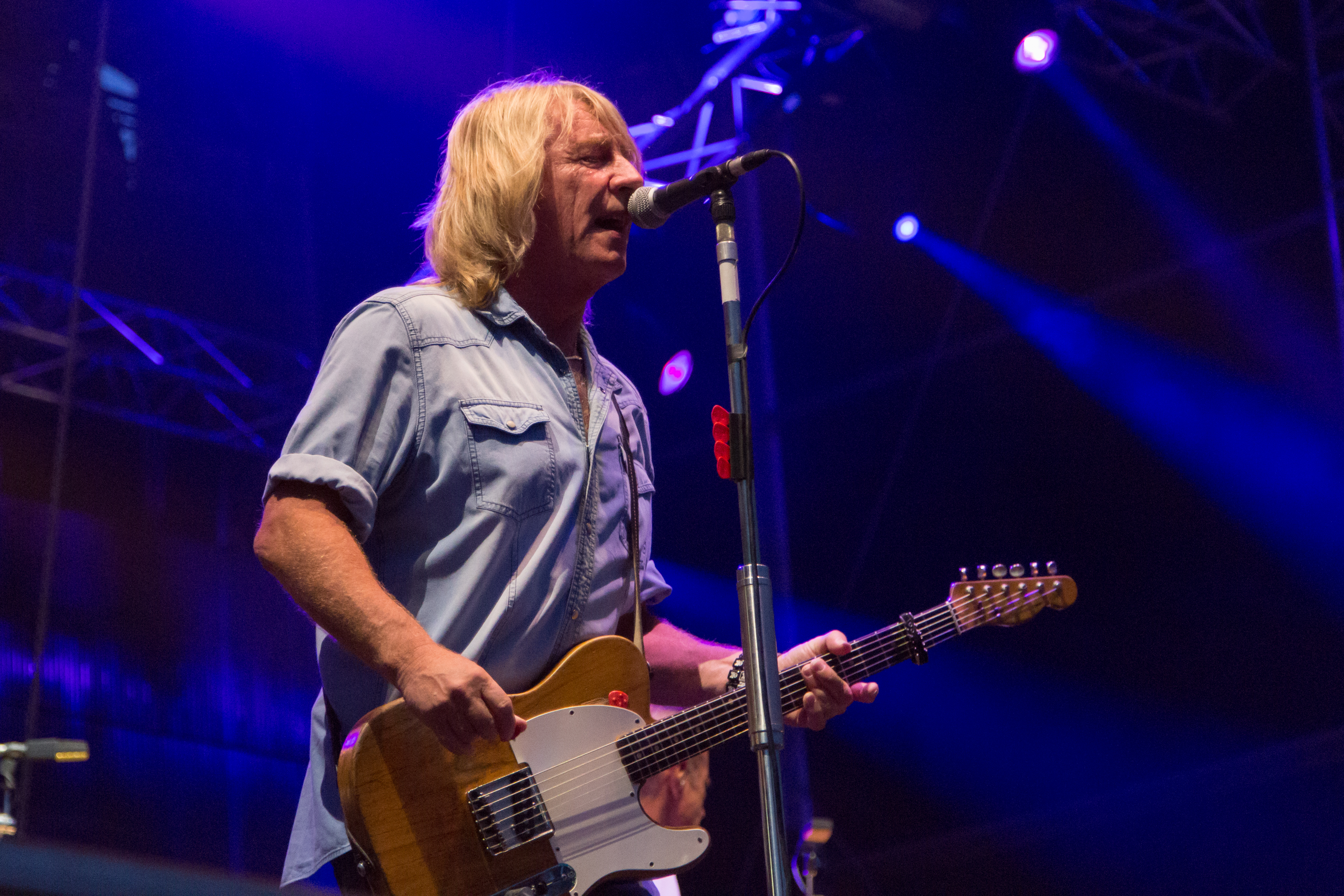
晩年のリック・パーフィット(G) 2014年

2016年12月24日、ロッシと共に約50年間バンドのフロントマンを勤めたリック・パーフィットが、肩の負傷に起因する感染症で死去。

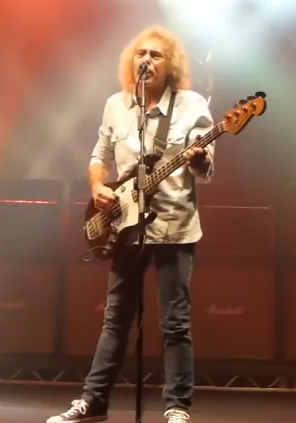
リユニオンで28年ぶりに共演したアラン・ランカスター(B) 2013年

2021年9月、創設メンバーのベーシスト アラン・ランカスターが、多発性硬化症による合併症により病没

## メンバー

### 現ラインナップ
- フランシス・ロッシ (Francis Rossi) - ヴォーカル、リードギター (1962年– )
- リッチー・マローン (Richie Malone) - リズムギター (2016年– )
- ジョン "ライノ" エドワーズ (John "Rhino" Edwards) - ベース (1985年– )
- アンディ・ボウン (Andy Bown) - キーボード (1982年- )
- レオン・ケーヴ (Leon Cave) - ドラム (2013年– )

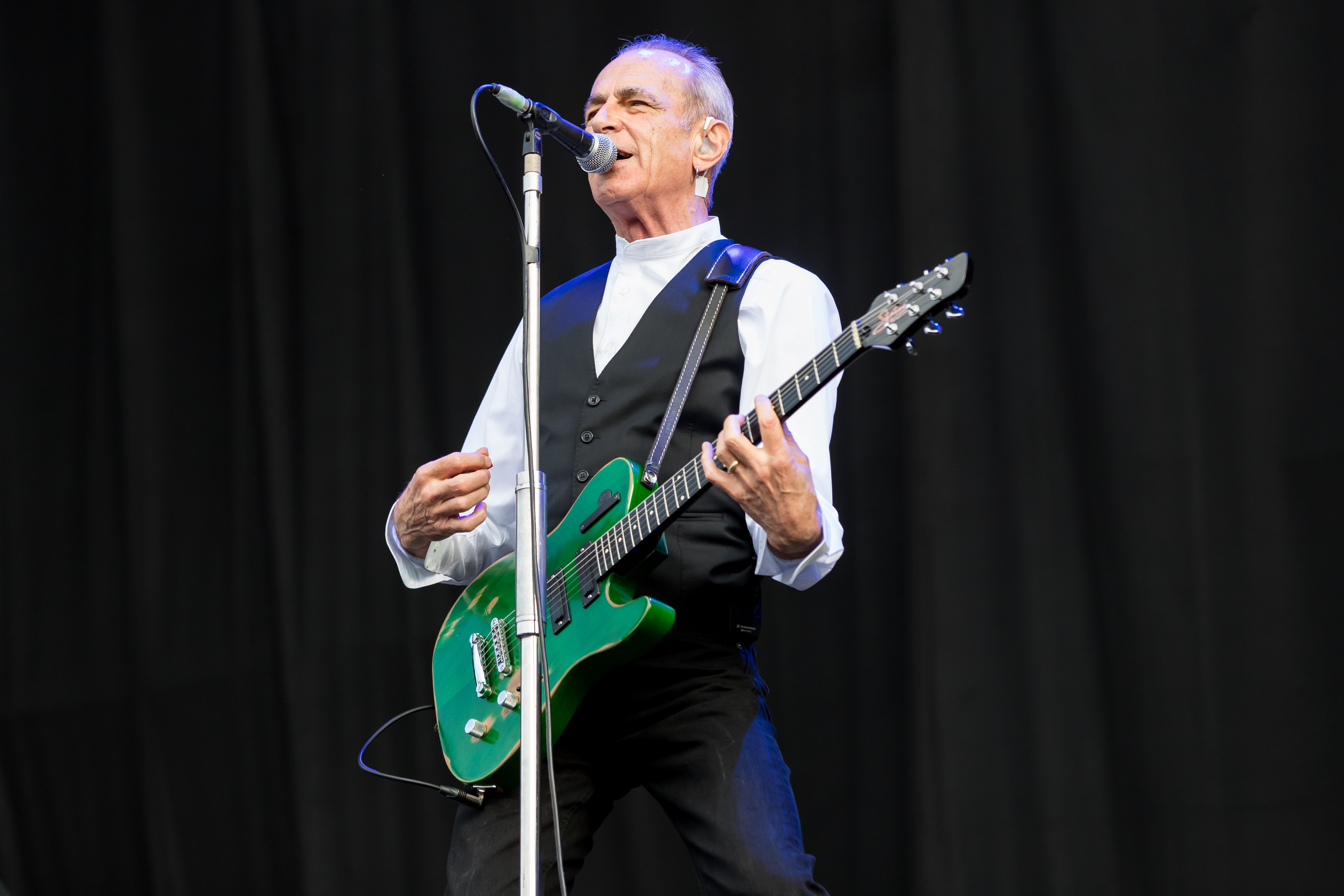
フランシス・ロッシ (Vo/G) 2017年
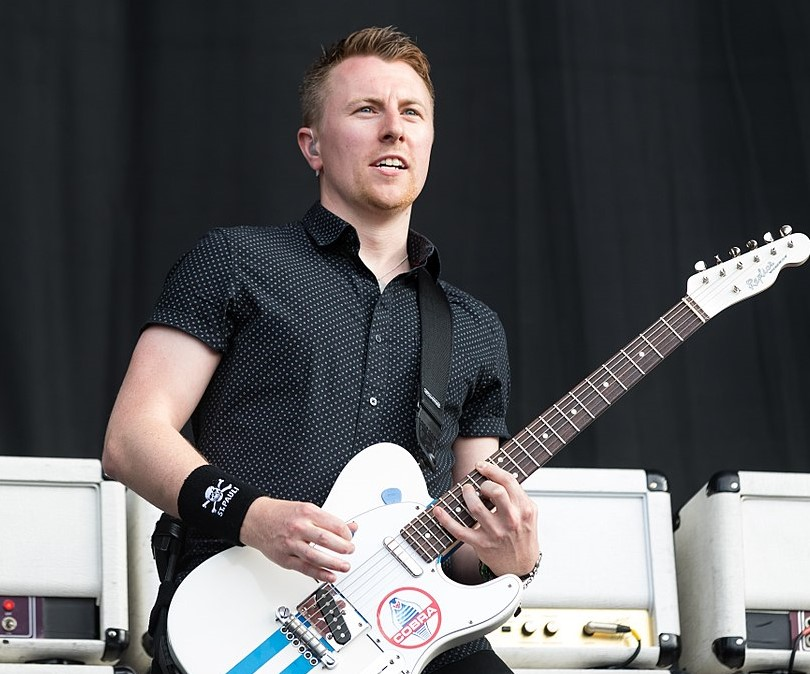
リッチー・マローン (G) 2017年
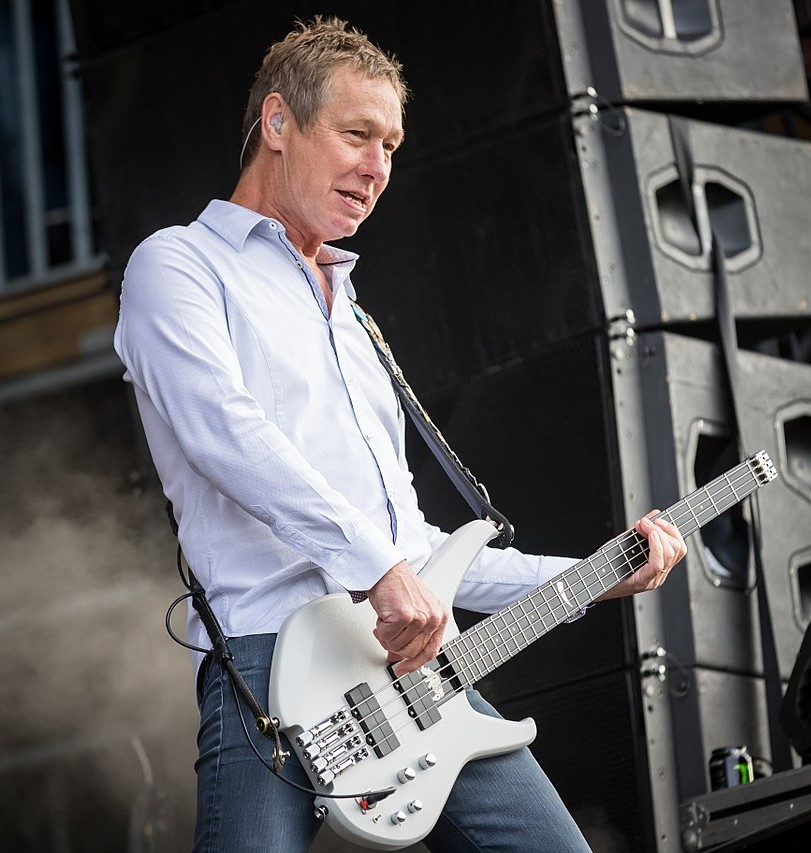
ジョン・エドワーズ (B) 2017年
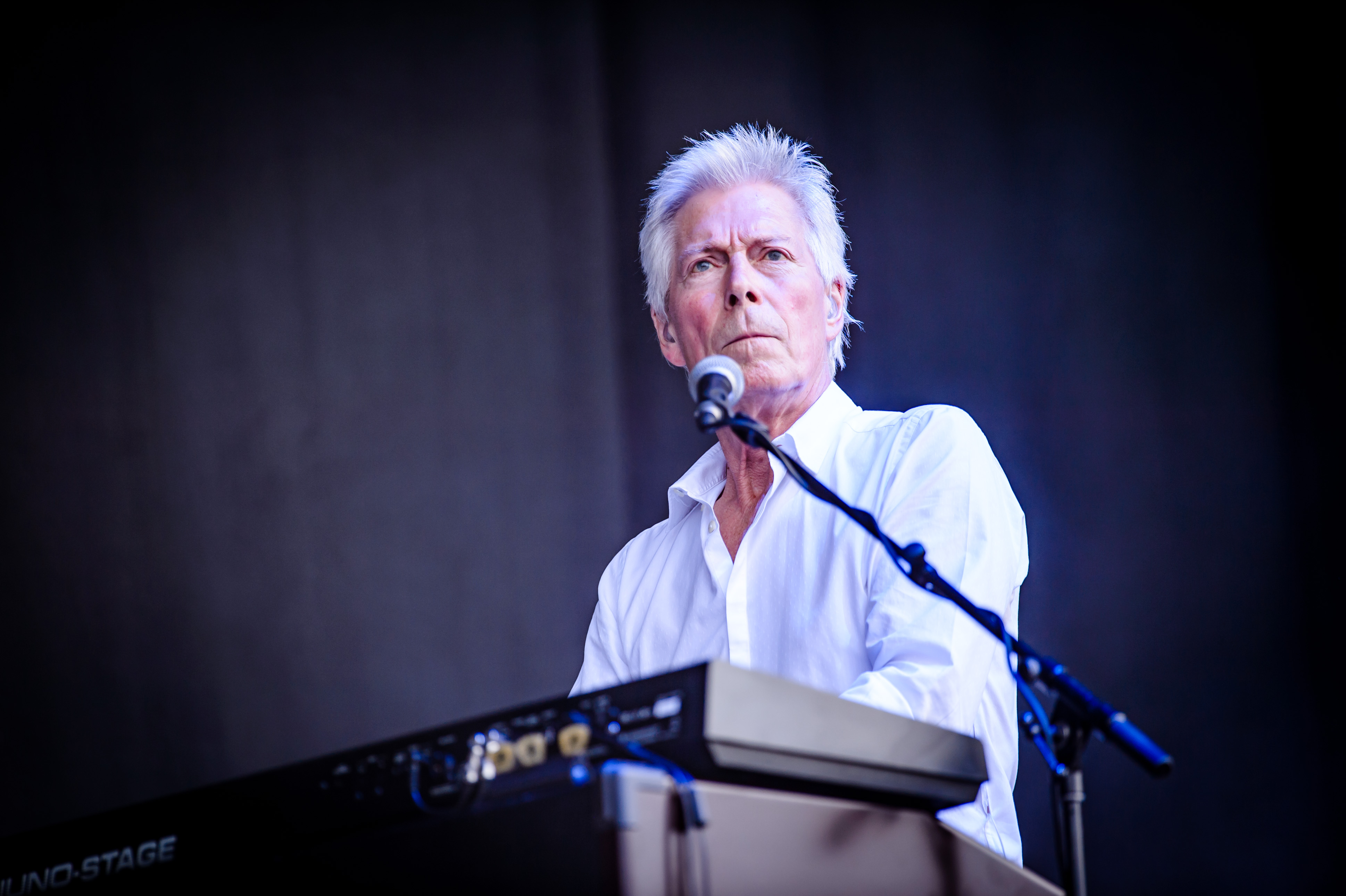
アンディ・ボウン (Key) 2017年
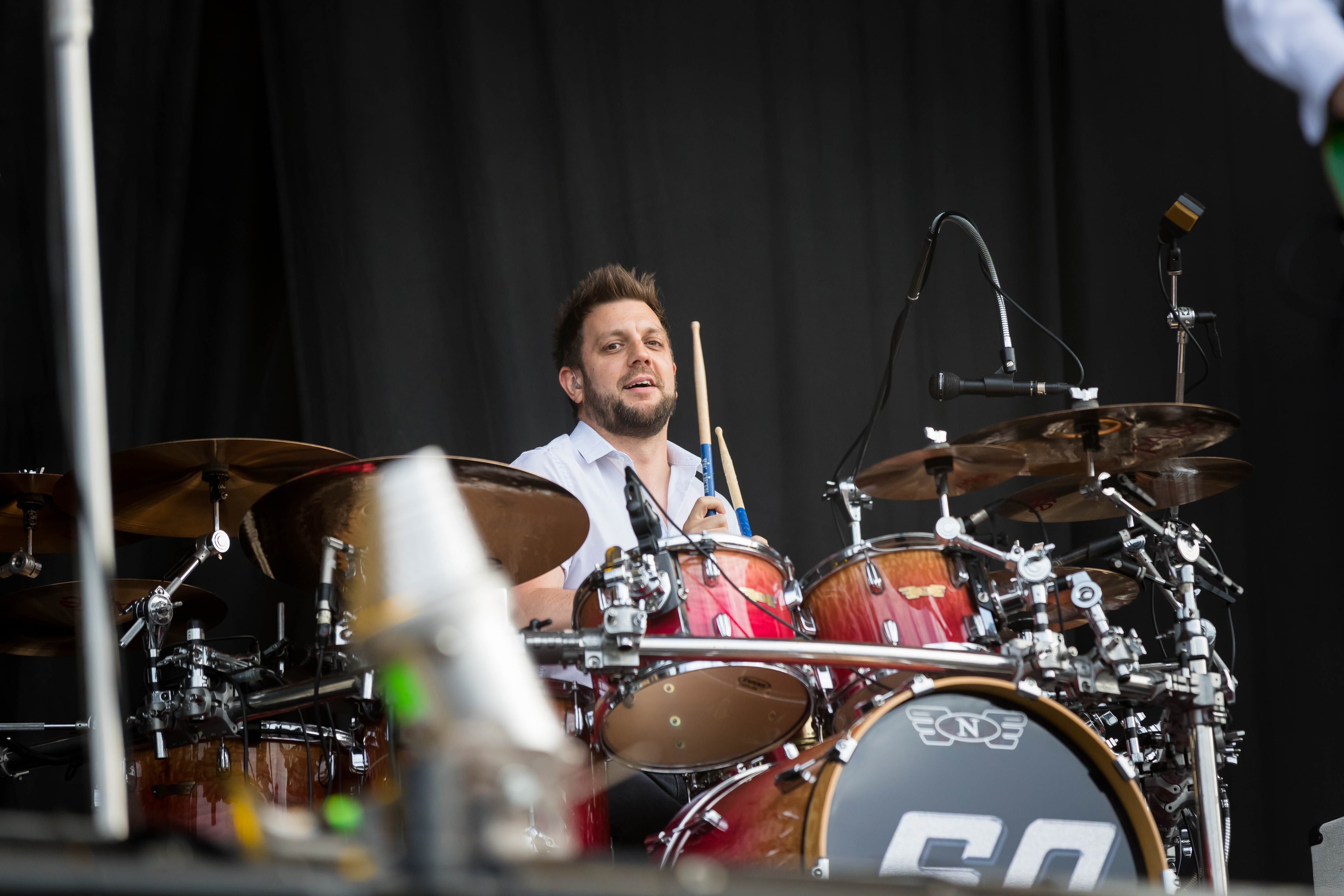
レオン・ケーヴ (Ds) 2017年

### 旧メンバー
- アラン・ランカスター (Alan Lancaster) - ベース、ヴォーカル (1962年–1985年、2013年–2014年) ※2021年死去[6]
- ジェス・ジャウォースキー (Jess Jaworski) - キーボード (1962年–1965年) ※2014年死去
- アラン・キー (Alan Key) - ドラム (1962年–1963年)
- ジョン・コーラン (John Coghlan) - ドラム (1963年–1981年、2013年–2014年)
- ロイ・ラインズ (Roy Lynes) - キーボード (1965年–1970年)
- リック・パーフィット (Rick Parfitt) - リズムギター、ヴォーカル (1967年–2016年) ※2016年死去
- ボブ・ヤング (Bob Young) - ハーモニカ (1970年–1979年, 2013年–2014年)
- ピート・カーチャー (Pete Kircher) - ドラム (1982年–1985年) ※元ハニーバス
- ジェフ・リッチ (Jeff Rich) - ドラム (1985年–2000年)
- マット・レトリー（Matt Letley) - ドラム (2000年–2013年)

## ディスコグラフィ

### アルバム
- Picturesque Matchstickable Messages From The Status Quo (1968年)
- Spare Parts (1969年)
- 『ケリーの油塗りスプーン』 - Ma Kelly's Greasy Spoon (1970年)
- Dog Of Two Head (1971年)
- 『パイルドライヴァー』 - Piledriver (1972年) ※全英5位
- 『ハロー!!』 - Hello! (1973年) ※全英1位
- 『ブギに憑かれたロックンローラー』 - Quo (1974年) ※全英2位
- 『オン・ザ・レベル』 - On The Level (1975年) ※全英1位
- 『ブルー・フォー・ユー』 - Blue For You (1976年) ※全英1位
- 『烈火のハードブギー』 - Tokyo Quo (1976年) ※日本フォノグラムから発売された、日本限定のライブ盤。
- 『ライヴ・アット・アポロ・シアター』 - Live (1976年) ※全英3位
- 『地球震撼〜ロッキン・オール・オーヴァー・ザ・ワールド』 - Rockin' All Over The World (1977年) ※全英5位
- 『灼熱のブギー』 - If You Can't Stand The Heat (1978年) ※全英3位
- 『ロックンロールが切り札さ！』 - Whatever You Want (1979年) ※全英3位
- 『戦慄のメタル・ブギー』 - Just Supposin (1980年) ※全英4位
- Never Too Late (1981年) ※全英2位
- 『ステイタス・クォー1982』 - 1+9+8+2 (1982年) ※全英1位
- 『バック・トゥ・バック』 - Back To Back (1983年) ※全英9位
- In The Army Now (1986年) ※全英7位
- Ain't Complaining (1988年) ※全英12位
- Perfect Remedy (1989年) ※全英49位
- Rock 'Til You Drop (1991年) ※全英10位
- Thirsty Work (1994年) ※全英13位
- Don't Stop (1996年) ※全英2位
- Under The Influence (1999年) ※全英26位
- Famous In The Last Century (2000年) ※全英19位
- Heavy Traffic (2002年) ※全英15位
- The Party Ain't Over Yet (2005年) ※全英18位
- In Search of Fourth Chord (2007年) ※全英15位
- Quid Pro Quo (2011年)
- Bla Quo! (2013年)
- Aquostic (Stripped Bare) (2014年)[7]
- Aquostic II : That's Fact (2016年)[8]